# Rome Zoo
Il Rome Zoo è stato un collettivo artistico di Roma legato alla cultura hip hop, fondato nel 1996 per unire in un grande gruppo vari artisti appartenenti alla scena rap romana.
L'intenzione di supportare la crescita e la diffusione dell'hip hop non solo a Roma, porta il collettivo ad occuparsi dell'organizzazione di eventi pubblici che nel tempo vanno aumentando come numero di spettatori, è nel 2000 che il collettivo esce dalla scena locale ed organizza concerti in tutta Italia.

## Composizione
La Rome Zoo è formata principalmente da 35 artisti, elencati nel mixtape di DJ Stile e DJ Baro. I componenti sono MC, DJ, writer ed appassionati esperti. Tra questi spiccano sicuramente i Colle der Fomento (fondatori), Piotta ed inizialmente dai Cor Veleno, questi ultimi avviatisi al successo individuale. A questi va aggiunto anche il lavoro della coppia China/Gufo aka Supremo 73, che hanno attirato l'attenzione con brani come Non scordarlo/a mai da Epicentro Romano, e I solidi sospetti da La grande truffa del rap dei Gente Guasta.
I componenti della scena musicale sono (lista incompleta):
- 2 Buoni Motivi
  - China (Amir)
  - Gufo aka Supremo
- Benetti D.C.
- Colle der Fomento
  - Danno
  - Masito Fresco
  - DJ Baro (subentrato ad Ice One nel 2000)
- Cor Veleno
  - Primo
  - Grandi Numeri
  - Squarta
- DJ Fester
- DJ Pit
- DJ Stile
- Flaminio Maphia
- Ice One (nel Colle der Fomento dal 1994 al 2000)
- Phella
- Piotta
- Scimmie del deserto
- Sparo Manero
- Urban Force (crew di breakers)
- ZTK (crew di writers tra cui membri del Truceklan come Gel, Chicoria e Gast)
- MT2 (crew di writers)
- ETC, poi TRV (crew di writers)

## Rome Zoo DJ's
La parte del DJing del collettivo è senza dubbio rappresentata dai DJ's Stile e Baro, Ice One, Phella e Pit One a.k.a. Pitone a capo dell'HBS (HomeBoxStudio) dove nel tempo hanno realizzato lavori conosciutissimi sulla scena italiana come Rome Zoo DJ's Mixtape Vol.1, 6 Piedi Sotto e Turntablist Toolz Vol. 1. Stile ha lavorato con gruppi di primo piano come La Comitiva, Frankie hi-nrg mc, Neffa, Tiromancino, mentre Baro ha iniziato dedicandosi al tour live dei Colle der Fomento, per poi passare a produzioni in album come Anima e ghiaccio e Viaggi da e per..., oltre ad altri lavori del Rome Zoo.

## Discografia
- 1998 - DJ Stile & DJ Baro – Rome Zoo Dj's-Mix Tape Vol 1